# Estação Satuba
A Estação Satuba é uma das estações da Linha Azul do Sistema de Trens Urbanos de Maceió, situada em Satuba, entre a Estação Rio Novo e a Estação Utinga.
Foi inaugurada em 2 de dezembro de 1884. Localiza-se na Rua Visconde de Mauá.